# Pseudothelphusidae
Super-famille
Famille
Les Pseudothelphusidae sont une famille de crabes, la seule de la super-famille des Pseudothelphusoidea. 

Elle comprend plus de 250 espèces dans 41 genres.

## Distribution
Cette famille comprend des crabes d'eau douce que l'on rencontre en Amérique centrale, aux Antilles et en Amérique du Sud dont en Guyane.

## Liste des genres
Selon World Register of Marine Species (30 juin 2016) :
- sous-famille Epilobocerinae Smalley, 1964
  - genre Epilobocera Stimpson, 1860
  - genre Neoepilobocera Capolongo & Pretzmann, 2002
- sous-famille Pseudothelphusinae Ortmann, 1893
  - genre Achlidon Smalley, 1964
  - genre Allacanthos Smalley, 1964
  - genre Brasiliothelphusa Magalhães & Türkay, 1986
  - genre Camptophallus Smalley, 1965
  - genre Chaceus Pretzmann, 1965
  - genre Disparithelphusa Smalley & Adkinson, 1984
  - genre Ehecatusa Ng & Low, 2010
  - genre Eidocamptophallus Rodríguez & Hobbs, 1989
  - genre Elsalvadoria Bott, 1967
  - genre Eudaniela Pretzmann, 1971
  - genre Fredius Pretzmann, 1967
  - genre Guinotia Pretzmann, 1965
  - genre Hypolobocera Ortmann, 1897
  - genre Kingsleya Ortmann, 1897
  - genre Kunziana Pretzmann, 1971
  - genre Lindacatalina Pretzmann, 1977
  - genre Lobithelphusa Rodríguez, 1982
  - genre Martiana Rodríguez, 1980
  - genre Microthelphusa Pretzmann, 1968
  - genre Moritschus Pretzmann, 1965
  - genre Neopseudothelphusa Pretzmann, 1965
  - genre Neostrengeria Pretzmann, 1965
  - genre Odontothelphusa Rodríguez, 1982
  - genre Oedothelphusa Rodríguez, 1980
  - genre Orthothelphusa Rodríguez, 1980
  - genre Phallangothelphusa Pretzmann, 1965
  - genre Phrygiopilus Smalley, 1970
  - genre Potamocarcinus H. Milne Edwards, 1853
  - genre Prionothelphusa Rodríguez, 1980
  - genre Pseudothelphusa Saussure, 1857
  - genre Ptychophallus Smalley, 1964
  - genre Raddaus Pretzmann, 1965
  - genre Rodriguezus M. R. Campos & Magalhães, 2005
  - genre Smalleyus Alvarez, 1989
  - genre Spirothelphusa Pretzmann, 1965
  - genre Strengeriana Pretzmann, 1971
  - genre Tehuana Rodríguez & Smalley, 1969
  - genre Typhlopseudothelphusa Rioja, 1952
  - genre Villalobosius Ng & Low, 2010

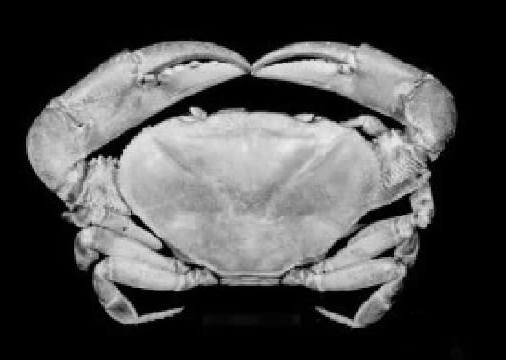
Fredius platyacanthus
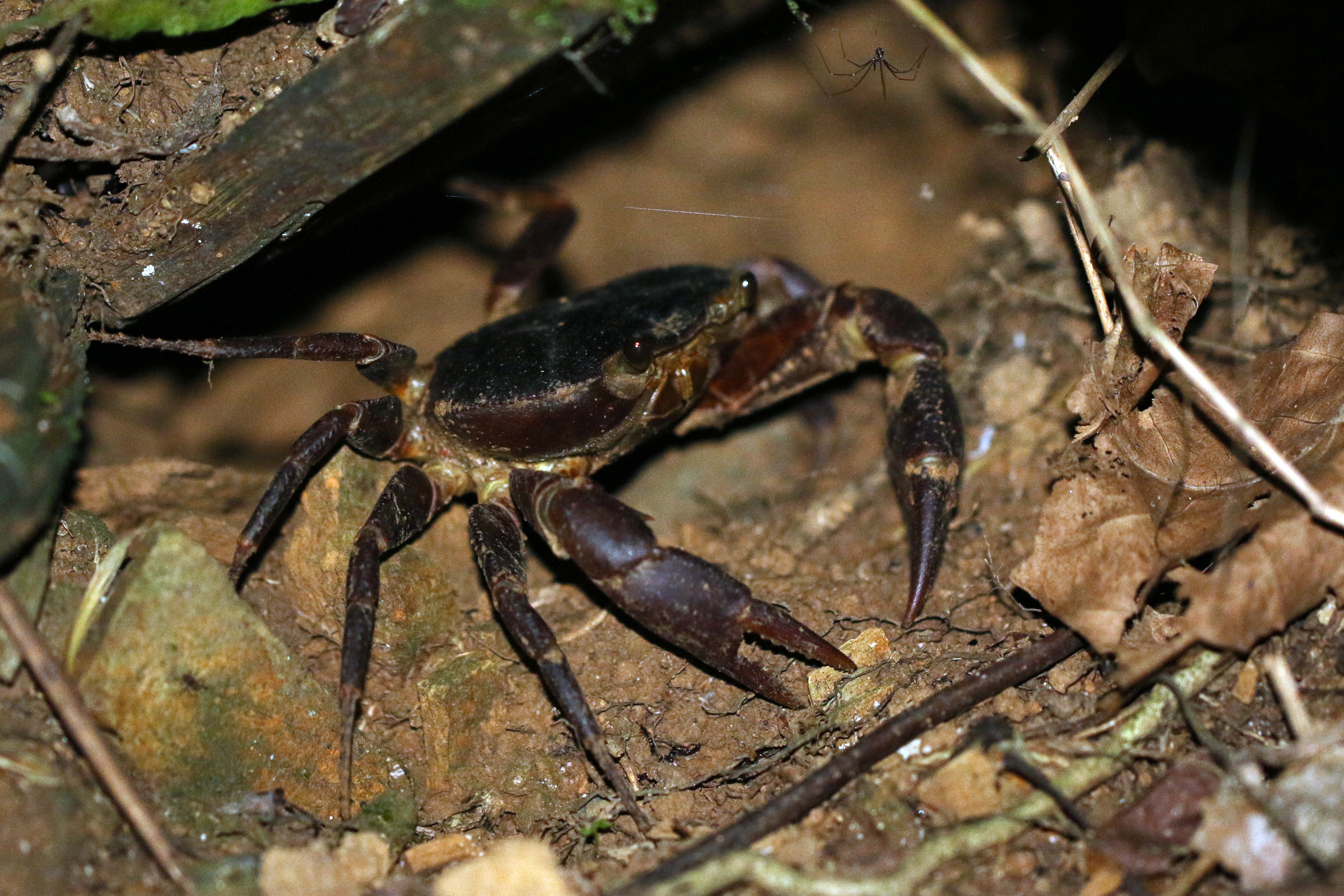
Rodriguezus garmani

## Référence
- Ortmann, 1893 : Die Decapoden-Krebse des Strassburger Museums, mit besonderer Berücksichtigung der von Herrn Dr. Döderlein bei Japan und bei den Liu-Kiu-Inseln gesammelten und zur Zeit im Strassburger Museum aufbewahrten Formen. VII. Theil. Abtheilung: Brachyura (Brachyura genuina Boas) II. Unterabtheilung: Cancroidea, 2. Section: Cancrinea, 1. Gruppe: Cyclometopa. Zoologische Jahrbücher. Abteilung für Systematik, Geographie und Biologie der Thiere, vol. 7, n. 3, p. 411–495.

## Sources
- Ng, Guinot & Davie, 2008 : Systema Brachyurorum: Part I. An annotated checklist of extant brachyuran crabs of the world. Raffles Bulletin of Zoology Supplement, n. 17 p. 1–286.
- (fr) Gilberto Rodríguez, Les crabes d'eau douce d'Amérique: famille des Pseudothelphusidae, Faune tropicale XXII, Ed:ORSTOM